# Jens Hartwig

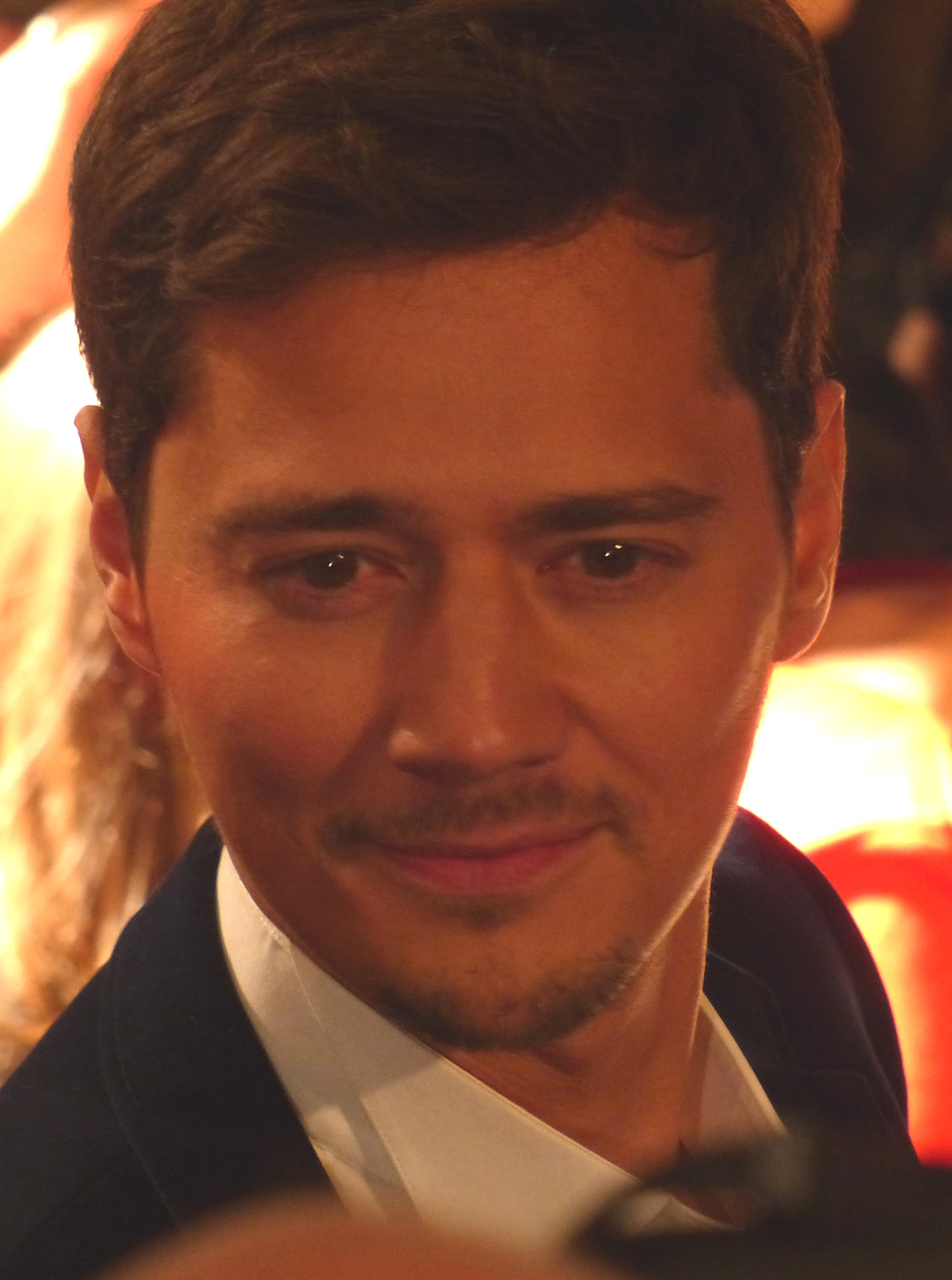
Jens Hartwig (2013)

Jens Hartwig (* 16. April 1980 in Bonn) ist ein deutscher Schauspieler und Synchronsprecher.

## Leben
Jens Hartwig schloss nach dem Abitur zunächst erfolgreich ein Studium der Betriebswirtschaftslehre ab, bevor er im Anschluss in Köln sein Schauspielstudium absolvierte. Es folgten diverse Theater-Engagements, u. a. am Theater Erlangen, Theater der Stadt Koblenz, Comödie Dresden, Theater an der Kö Düsseldorf und Theater am Dom in Köln.
Hartwig wirkte in TV-Produktionen wie Familie Dr. Kleist, Broken Comedy, Rentnercops und Falk mit. Bekanntheit erlangte er durch seine Rolle des „Graf Tristan von Lahnstein“ in der ARD-Serie Verbotene Liebe (ab Folge 3.491). Mit Katja Riemann stand er für den Kinofilm Herrliche Zeiten vor der Kamera.
Unter der Regie von Jochen Busse spielt er seit 2018 die Hauptrolle Tarik in der Komödie „Achtung Deutsch!“ von Stefan Vögel.
Neben Bühne und TV arbeitet er als Synchronsprecher und hat seine Stimme verschiedenen Rollen für Film, Dokumentationen, Werbung und Hörspiele geliehen. Er spricht u. a. die „Hinterm Deich Krimi“ Hörbuchreihe von Hannes Nygaard.
Jens Hartwig lebt in Köln und Berlin. Neben Deutsch spricht er Englisch und Französisch.

## Filmografie
- 2003: Shoestar
- 2004: Eine indiskrete Reise
- 2006: Pressing American Date
- 2006: Mein Leben & Ich
- 2007: Unter uns
- 2008: Sirenen
- 2008: Ach Luise
- 2009: Broken Comedy
- 2009–2015: Verbotene Liebe
- 2016: Die Rentnercops (1 Folge)
- 2017: Soko Köln
- 2018: Familie Dr. Kleist (1 Folge)
- 2018: Falk
- 2019: Herrliche Zeiten
- 2020: Falk
- 2020: Rate Your Date

## Theaterauftritte
- 2005: Draußen vor der Tür
- 2006: Der Sturm
- 2006: Lulu
- 2006: Nach dem Regen
- 2007: Publikumsbeschimpfung
- 2007: Woyzeck
- 2007: Das goldene Vlies
- 2007: Tintenherz
- 2008: Der widerspenstigen Zähmung
- 2008: Pettersson und Findus
- 2008: Der Prozess
- 2016/17: Meine Braut, sein Vater und ich
- 2018: Willkommen
- 2018–20: Achtung Deutsch!
- 2019: Weihnachten auf dem Balkon

## Hörspiele und Hörbücher
- 2014: Monika Buschey: Der silberne Klang – Regie: Thomas Leutzbach (Kinderhörspiel in 2 Teilen, WDR)
- 2016: Mischa Zickler: Seerauch – Regie: Petra Feldhoff (Krimihörspiel in 3 Teilen, WDR)[1]
- 2016: Kai Hensel: Die Nacht des Luchses – Regie: Martin Zylka (WDR)
- 2018: Leo und die Abenteuermaschine
- 2020: Die Stimme der Toten
- 2020: Der schwarze Berg
- 2020: Hannes Nygaard: Tod in der Marsch
- 2020: Hannes Nygaard: Vom Himmel Hoch
- 2021: Hannes Nygaard: Mordlicht
- 2021: Sebastian Fitzek: Auris 3